# Vahagn Grigorián
Vahagn Grigorián (27 de noviembre de 1942), es un narrador y traductor armenio miembro de la Unión de Escritores de Armenia (1972).

## Biografía
Vahagn Grigorián nació el 27 de noviembre de 1942 en Ereván. Egresó de la Facultad de Filología de la Universidad Estatal de Ereván (1964). En 1965 fue docente de lengua y literatura armenia en la escuela media de la aldea de Meghradzor (actualmente en la provincia de Kotayk). Trabajó en 1966-1967 en la editorial "Hayastan" y se desempeñó como secretario de redacción del mensuario Pioner (actualmente Aghbiur) en 1967-1974 y 1978-1981. Fue secretario de la comisión directiva de la Unión de Escritores de Armenia entre 1986 y 1994.
Los estudios cinematográficos "Armenfilm" han filmado películas basadas en sus novelas y novelas cortas. Has escrito guiones para películas de dibujos animados. Las obras de Vahagn Grigorián se han publicado en la prensa y en libros en ruso, estonio, lituano, búlgaro, polaco y esloveno. Ha traducido esencialmente obras de escritores rusos y lituanos al armenio.

## Obras
- El rio del tiempo, Ereván, 2009.
- El alma del pájara, Ereván, 2002.
- La quinta calle, Ereván,1989.
- Oscuridad antes del alba, Ereván,1984.
- El valle de los cuentos, Ereván, 1983.
- La ciudad de cuentos, Ereván, 1982.
- Cuervo blanco, Ereván, 1978.
- El bosque de los cuentos, Ereván, 1978.
- Flujo, Ereván, 1976.
- El hijo menor del rey. La nieve roja, Ereván, 1974.
- Los dioses bromistas, Ereván, 1970.
- Los pasos de todas los días, Ereván, 1966.
- Palomas de papel, Ereván, 1964.

## Traducciones
- Alexander Milne, Winnie Pooh y todos, todos, Ereván, 1988.
- Juzoas Baltasis, Leyenda de Yaza (novela, contraductora Nora Grigalaviciute), Ereván, 1987.
- Jonas Avizius, Albergue perdido (novela, cotraductora Nora Grigalaviciute), Ereván, 1981.
- Vasil Bikov, Vivieramos hasta el amanecer. Monumento (novelas cortas), Ereván, 1976.

## Premios
- Premio del estado de Armenia por la novela El rio del tiempo en 2009.[2]
- Premio "Hrant Matevosian" por la novela El rio del tiempo en 2009.
- Premio anual de prosa de la Unión de Escritores de Armenia por la colección El alma del pájara en 2002.
- Premio "Derenik demirchyan" por la novela Oscuridad antes del amanecer en 1984.